# Brocéliande et le grimoire des secrets !
 (décembre 2020).
Si vous disposez d'ouvrages ou d'articles de référence ou si vous connaissez des sites web de qualité traitant du thème abordé ici, merci de compléter l'article en donnant les références utiles à sa vérifiabilité et en les liant à la section « Notes et références ».
Brocéliande et le grimoire des secrets ! est un jeu de société coopératif créé par Bruno Bertin, Yann Delorme et Quentin Salou.
Dans ce jeu inspiré du cycle de bandes dessinées Les Sorcières de Brocéliande (série Les Aventures de Vick et Vicky), qui se joue entre 1 et 4 joueurs, les participants incarnent Vick et Vicky, Angelino, Marc ou Marine.

## Contenu de la boîte
Brocéliande et le grimoire des secrets ! dispose de 4 pions personnages, un plateau de jeu pliable, 4 livrets BD jeu, un livret BD prologue/épilogue, 93 cartes objet, 104 jetons actions qui sont les marqueurs temps de la partie.
Le plateau de jeu se présente comme une carte de Brocéliande avec des chemins pour se rendre aux différents lieux qui existent réellement : l'étang de Paimpont (aussi appelé étang de l'Abbaye), l'Abbaye et son jardin, le château de Brocéliande (manoir de style anglo-normand), la Fontaine de Jouvence, le Tombeau de Merlin, l'étang du pré, la chapelle, le château de Comper, la croix Saint-Judicaël (croix tréflée).

## Système de jeu
Il s'agit d'un jeu coopératif : les joueurs peuvent communiquer entre eux et optimiser leurs recherches pour finir l'aventure avant d'avoir utilisé tous leurs points action.

## Règles du jeu

### Résumé
Jean-Sébastien a fait une découverte incroyable qu'il a envie de partager avec ses amis. Mais alors que ses amis arrivent sur le lieu de rendez-vous, ils se rendent compte que Jean-Sébastien ainsi que sa découverte ont disparu. Les joueurs doivent le retrouver pour connaître son secret. Chaque joueur incarne Vick et Vicky ou un de ses amis et mène l'enquête pour retrouver Jean-Sébastien. Tout au long du parcours, le joueur peut interagir avec différents personnages, trouver des objets ou des indices permettant au joueur de prendre la bonne direction et de trouver un code à 4 chiffres qui est caché dans le jeu.

### Déroulé
Au début de la partie, chaque joueur prend un pion personnage et le pose sur le plateau de jeu sur la case départ, il prend aussi un livret jeu et le nombre de points action et de cartes objet vertes en fonction de son âge.

### Fin du jeu
Lorsque le joueur se trouve sur une case BD qui comporte un rectangle orange dans le livret jeu, cela signifie que le joueur peut, s'il le décide, mettre fin à son enquête dans le livret jeu. Il doit prendre le livret "Prologue/épilogue" pour poursuivre la partie. Pour remporter la partie, le joueur doit trouver le bon lieu final avec tous les objets demandés par le jeu et réussir à décoder le code à 4 chiffres correspondant au mot de passe choisi en début de partie.